# STS-106
STS-106, voluit Space Transportation System-106, was een spaceshuttlemissie van de NASA naar het in opbouw zijnde internationale ruimtestation ISS. Voor deze missie werd het ruimteveer Atlantis gebruikt, dat gelanceerd werd op 8 september 2000. Het was de 22e vlucht van Atlantis en de tweede van Atlantis naar het ISS. Het doel van de missie was het ISS in te richten om een permanente bemanning te kunnen huisvesten.
Het ruimteveer werd op 10 september aan de Unity-module van het ISS gekoppeld. De Russische Zvezda-module, die leefruimte voor de eerste bewoners van het ISS moest leveren, was op 26 juli 2000 gekoppeld aan de Zarya-controlemodule. Op 8 augustus was er ook een Progress-vrachtmodule aan Zvezda gekoppeld. Tijdens de enige ruimtewandeling van de missie op 10 september verbonden Lu en Malenchenko elektrische kabels en communicatiekabels tussen Zvezda en Zarya, en installeerden ze een magnetometer die moest dienen als het kompas van het station. De ruimtewandeling duurde 6 uur en 14 minuten. In het ISS werd Zvezda verder klaargemaakt voor operationeel gebruik en werden allerhande onderhoudswerken uitgevoerd. Er werd ook drie ton bevoorrading naar het ISS overgebracht, onder meer water en voeding voor de eerste permanente bemanning van het station, kantoorbenodigdheden, een stofzuiger en een computer met monitor. Vóór het afkoppelen bracht de spaceshuttle het ISS nog in een iets hogere baan.
|  |

## Bemanning
- Terence Wade Wilcutt, (US Marine Corps), 50 jaar, commandant (4e missie; eerder lid van STS-68 (1994), STS-79 (1996) en STS-89 (1998))
- Scott Douglas Altman, (US Navy), 41 jaar, piloot (2e missie; eerder lid van STS-90 (1998))
- Edward Tsang Lu, burger, 37 jaar, missiespecialist (2e missie; eerder lid van STS-84 (1997))
- Richard Allan Mastracchio, burger, 40 jaar, missiespecialist (1e missie)
- Daniel Christopher Burbank, (US Coast Guard), 39 jaar missiespecialist (1e)
- Yuri Ivanovich Malenchenko (Russische luchtmacht), 38 jaar, missiespecialist (2e missie; eerder lid van Sojoez TM-19 (1994))
- Boris Vladimirovitsj Moroekov (Rusland), burger, 49 jaar, missiespecialist (1e missie)